# Zbigniew Jeż
Zbigniew Jeż (ur. 1 kwietnia 1948 r. we Wrocławiu) – artysta, członek wrocławskiej grupy grafików „Rys”. Od lat 70. XX wieku stosował przede wszystkim dwie techniki graficzne – intaglio oraz cellografię. Grafik, fotograf, animator kultury, znawca sztuki współczesnej, konceptualista.
Zbigniew Jeż w grupie „RYS” działał około dwóch lat, nie wiążąc nadziei z tą grupą. Najważniejszy dla niego był udział w innej inicjatywie artystycznej, grupie założonej przez Zbigniewa Makarewicza pod nazwą „Studio Kompozycji Emocjonalnej”. Jej członkiem był w okresie lat 60. i 70. aż do roku 1978. W roku 1976 wydał własnym sumptem wydawnictwo „ALOTROPIA - PREHENSION”, w którym na prawach oryginału prezentował 11 swoich prac. W roku 1978 wyjechał z Polski do Włoch. Do kraju nie powrócił, osiadł w Niemczech. Pracuje jako fotograf i organizator wystaw. Od 2008 r. został kuratorem wystawy o kulturze palenia papierosów. Zajmuje się grafiką i działalnością artystyczną.